# VRTX
Versatile Real-Time Executive (VRTX) var det första kommersiellt tillgängliga RTOS:et i världen då det kom ut på marknaden 1980. VRTX utvecklades av Hunter & Ready Den ene ägaren av Hunter & Ready, Jim Ready, löste så småningom ut sin kollega Colin Hunter och bildade Ready Systems.
VRTX såldes initialt i form av förprogrammerade PROM-kapslar. Med tekniksprånget med de raderbara EPROM-kapslarna övergick man till etiketter som skulle klistras på kapslarna vid produktion för att indikera att royaltyn var betald.
En variant för microprocessorn Z80 från Zilog kallad VRTX80 (aka RTZ) utvecklades i Sverige av Peter Holmgren på det svenska teknikföretaget Digitailor AB och såldes på världsbasis via Hunter & Ready och sedermera Ready Systems under många år. Senare beställdes även en portering till 6809 från Motorola kallad VRTX09. Innovationerna i VRTX80 och VRTX09 med dess kringkomponenter bidrog till vidareutvecklingen VRTX32 vilken nådde marknaden under mitten av 1980-talet.
Användningsområdet för VRTX jämte många av sina RTOS-konkurrenter idag är mestadels i produkter med riktigt hårda krav på förutsägbarhet och responstider, exempelvis används det i bakplanet av Ericssons AXD-växel. Den större delen av marknaden för applikationer med något lägre krav har tagits över av funktionsrika konkurrenter och fria alternativ med andra och flexiblare affärsmodeller. Ett exempel på detta är Monta Vista Linux från företaget Monta Vista som grundades av just Jim Ready.
Idag marknadsförs de två varianterna VRTXmc och VRTXsa av Mentor Graphics som erhållit rättigheterna via ett antal företagsköp.